# Javier Villa
Javier Villa García (ur. 5 października 1987 w Colunga w Asturii) – hiszpański kierowca wyścigowy.

## Kariera

### Formuła 3
Hiszpan karierę rozpoczął w roku 1998, od startów w kartingu. W 2004 roku przeszedł do wyścigów samochodów jednomiejscowych, debiutując w Hiszpańskiej Formule 3. Wygrawszy jeden wyścig, zmagania zakończył na 9. miejscu. W drugim sezonie startów reprezentował konkurencyjny zespół Racing Engineering. W ciągu czternastu wyścigów, sześciokrotnie stanął na podium, z czego dwukrotnie na najwyższym stopniu. Uzyskane punkty pozwoliły Javierowi zająć w klasyfikacji końcowej 4. pozycję. W roku 2006 po raz ostatni pojawił się w tej serii. Wystąpił wówczas w dwóch wyścigach, spośród których raz dojechał w pierwszej trójce. Zdobyte punkty pozwoliły Villi na zajęcie 15. lokaty, w generalnej klasyfikacji.

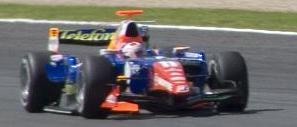
Javier Villa podczas wyścigu GP2, na torze Magny-Cours, w sezonie 2008

### Seria GP2
Dobre wyniki zaowocowały kontynuowaniem współpracy z tym teamem, w samym przedsionku Formuły 1 – serii GP2. Niewielkie doświadczenie odbiło jednak piętno na rezultatach. W ciągu dwudziestu jeden wyścigów, ani razu nie sięgnął po punkty, najlepiej spisując się podczas pierwszych wyścigów, na torze Monza i Hockenheimring, gdzie zajął dziewiątą pozycję.
Sezon 2007 był najlepszym w karierze Hiszpana, w tej serii. W tym czasie dwunastokrotnie dojechał na punktowanym miejscu, z czego pięć razy na podium (w tym trzy zwycięstwa). Uzyskane punkty sklasyfikowały na go na wysokim 5. miejscu.
Po obiecującym roku, w kolejnym Villa nie prezentował najlepszej formy. Podczas gdy jego partner Giorgio Pantano wywalczył tytuł mistrzowski, on tylko pięciokrotnie zdobył punkty, ani razu przy tym nie będąc w pierwszej trójce. Ostatecznie rywalizację ukończył na odległej 17. lokacie. Słabe wyniki doprowadziły do opuszczenia przez Javiera hiszpańskiej ekipy.
W przerwie zimowej podpisał kontrakt z brytyjską stajnią Super Nova Racing, na starty w Azjatyckiej GP2. W ciągu jedenastu wyścigów, trzykrotnie sięgnął po punkty, z czego raz dojechał na trzecim miejscu (w drugim wyścigu w Chinach uzyskał również najszybsze okrążenie). Dorobek dwunastu punktów pozwolił Villi zająć w klasyfikacji 10. pozycję.
Współpracę z zespołem kontynuował w głównym cyklu. W ciągu dwudziestu wyścigów, ośmiokrotnie sięgnął po punkty, w tym trzykrotnie stanął na podium. Podobnie, jak w zimowej edycji, zmagania zakończył na 10. miejscu.
W okresie posezonowym zawarł umowę z holenderską ekipą Arden International, w zimowym cyklu, począwszy od drugiej rundy sezonu. Spośród sześciu wyścigów, tylko raz nie dojechał na punktowanej pozycji. Najlepiej spisał się podczas pierwszej rundy, w Bahrajnie, kiedy to dwukrotnie zajął trzecią lokatę. Zdobyte punkty sklasyfikowały Javiera na świetnej 4. pozycji.

### International GT Open
W sezonie 2008 Javier wziął udział w jednym wyścigu International GT Open, jednakże bez sukcesu.

## Statystyki
| Sezon     | Seria                                      | Zespół              | Wyścigi | pole position | Zwycięstwa | Podium | Punkty | Poz. koń. |
| --------- | ------------------------------------------ | ------------------- | ------- | ------------- | ---------- | ------ | ------ | --------- |
| 2004      | Hiszpańska Formuła 3                       | Elide Racing        | 14      | 0             | 1          | 1      | 29     | 9         |
| 2005      | Hiszpańska Formuła 3                       | Racing Engineering  | 14      | 2             | 2          | 6      | 96     | 4         |
| 2006      | Seria GP2                                  | Racing Engineering  | 21      | 0             | 0          | 0      | 0      | 26        |
| 2006      | Hiszpańska Formuła 3                       | Racing Engineering  | 2       | 0             | 0          | 1      | 10     | 15        |
| 2007      | Seria GP2                                  | Racing Engineering  | 21      | 0             | 3          | 5      | 42     | 5         |
| 2008      | Seria GP2                                  | Racing Engineering  | 19      | 0             | 0          | 0      | 8      | 17        |
| 2008      | International GT Open                      | Roger Racing        | 1       | 0             | 0          | 0      | 0      | NS        |
| 2008/2009 | Azjatycka Seria GP2                        | Super Nova Racing   | 11      | 0             | 0          | 1      | 12     | 10        |
| 2009      | Seria GP2                                  | Super Nova Racing   | 20      | 0             | 0          | 3      | 27     | 10        |
| 2009/2010 | Azjatycka Seria GP2                        | Arden International | 6       | 0             | 0          | 2      | 19     | 4         |
| 2010      | Mini Challenge Spain                       | Lenker & Grünblau   | 6       |               | 4          | 6      | 214    | 1         |
| 2010      | Mini Challenge Australia                   |                     | 3       | 0             | 0          | 0      | 84     | 26        |
| 2011      | WTCC                                       | Proteam Racing      | 24      | 1             | 0          | 1      | 59     | 12        |
| 2011      | WTCC – Yokohama Trophy                     | Proteam Racing      | 14      | 1             | 1          | 4      | 64     | 5         |
| 2011      | Mini Challenge Spain                       | BMW Spain           | 12      | 7             | 4          | 3      | 217    | 4         |
| 2012      | Euro Racecar NASCAR Touring Series – Elite | TFT                 | 6       | 0             | 0          | 1      | 603    | 3         |
| 2012      | Euro Racecar NASCAR Touring Series – Open  | TFT                 | 1       | 0             | 0          | 0      | 0      | NS        |
| 2013      | Euro Racecar NASCAR Touring Series – Elite | Scorpus Racing      | 6       | 0             | 0          | 0      | 187    | 20        |
| 2013      | Dunlop Clio Cup Finals                     | SMC Junior Team     | 2       | 1             | 1          | 0      | 33     | 2         |
| 2014      | Maxi Endurance 32H – Prototype             | Team Icer Brakes 1  | 1       | 1             | 1          | 0      | N/A    | 1         |
| 2014      | Maxi Endurance 32H – Touring               | Team Icer Brakes 1  | 1       | 0             | 0          | 0      | N/A    | 2         |

## Wyniki w GP2
| Legenda oznaczeń w tabelach wyników Wyświetl szablon na nowej stronie | Legenda oznaczeń w tabelach wyników Wyświetl szablon na nowej stronie                                                                     |
| Oznaczenie                                                            | Wyjaśnienie |
| --------------------------------------------------------------------- | --- |
| Złoty                                                                 | Zwycięzca lub mistrzostwo |
| Srebrny                                                               | 2. miejsce lub wicemistrzostwo |
| Brązowy                                                               | 3. miejsce lub II wicemistrzostwo |
| Zielony                                                               | Ukończył, punktował (w klasyfikacji generalnej, gdy zdobył co najmniej jeden punkt na przestrzeni sezonu, poza trzema powyższymi opcjami) |
| Niebieski                                                             | Ukończył, nie punktował (w klasyfikacji generalnej, gdy nie zdobył co najmniej jednego punktu na przestrzeni sezonu)                      |
| Czerwony                                                              | Nie zakwalifikował się (NZ) |
| Czerwony                                                              | Nie prekwalifikował się (NPK) |
| Różowy                                                                | Nie ukończył (NU) |
| Różowy                                                                | Niesklasyfikowany (NS) (w klasyfikacji generalnej, gdy nie został sklasyfikowany w żadnym wyścigu sezonu)                                 |
| Czarny                                                                | Zdyskwalifikowany (DK) |
| Czarny                                                                | Wykluczony (WYK/EX) |
| Biały                                                                 | Nie wystartował (NW) |
| Biały                                                                 | Kontuzjowany (K/INJ) |
| Biały                                                                 | Wyścig odwołany (OD/C) |
| Bez koloru                                                            | Został wycofany (WYC/WD) |
| Bez koloru                                                            | Nie przybył (NP/DNA) |
| Bez koloru                                                            | Nie brał udziału w treningach (NT/DNP) |
| Bez koloru                                                            | Nie został zgłoszony (–) |
| Pogrubienie                                                           | Start z pole position |
| Kursywa                                                               | Najszybsze okrążenie wyścigu |
| †                                                                     | Nie ukończył, ale jego rezultat został zaliczony ze względu na przejechanie więcej niż 90% dystansu wyścigu.                              |
| *                                                                     | Sezon w trakcie |
| 1/2/3                                                                 | Punktowana pozycja w sprincie kwalifikacyjnym                                                                                             |
| Lista systemów punktacji Formuły 1                                    | |

| Rok  | Zespół             | Wyniki w poszczególnych eliminacjach | Wyniki w poszczególnych eliminacjach | Wyniki w poszczególnych eliminacjach | Wyniki w poszczególnych eliminacjach | Wyniki w poszczególnych eliminacjach | Wyniki w poszczególnych eliminacjach | Wyniki w poszczególnych eliminacjach | Wyniki w poszczególnych eliminacjach | Wyniki w poszczególnych eliminacjach | Wyniki w poszczególnych eliminacjach | Wyniki w poszczególnych eliminacjach | Wyniki w poszczególnych eliminacjach | Wyniki w poszczególnych eliminacjach | Wyniki w poszczególnych eliminacjach | Wyniki w poszczególnych eliminacjach | Wyniki w poszczególnych eliminacjach | Wyniki w poszczególnych eliminacjach | Wyniki w poszczególnych eliminacjach | Wyniki w poszczególnych eliminacjach | Wyniki w poszczególnych eliminacjach | Wyniki w poszczególnych eliminacjach | Punkty | Pozycja |
| ---- | ------------------ | ------------------------------------ | ------------------------------------ | ------------------------------------ | ------------------------------------ | ------------------------------------ | ------------------------------------ | ------------------------------------ | ------------------------------------ | ------------------------------------ | ------------------------------------ | ------------------------------------ | ------------------------------------ | ------------------------------------ | ------------------------------------ | ------------------------------------ | ------------------------------------ | ------------------------------------ | ------------------------------------ | ------------------------------------ | ------------------------------------ | ------------------------------------ | ------ | ------- |
| 2006 | Racing Engineering | VAL                                  | VAL                                  | SMR                                  | SMR                                  | NÜR                                  | NÜR                                  | ESP                                  | ESP                                  | MON                                  | GBR                                  | GBR                                  | FRA                                  | FRA                                  | HOC                                  | HOC                                  | HUN                                  | HUN                                  | TUR                                  | TUR                                  | ITA                                  | ITA                                  | 0      | 26      |
| 2006 | Racing Engineering | 18                                   | 9                                    | 13                                   | 18                                   | 9                                    | 20                                   | 14                                   | 15                                   | NU                                   | 14                                   | 13                                   | 17                                   | 16                                   | 11                                   | 13                                   | NU                                   | 15                                   | 15                                   | 16                                   | 9                                    | NU                                   | 0      | 26      |
| 2007 | Racing Engineering | BHR                                  | BHR                                  | ESP                                  | ESP                                  | MON                                  | FRA                                  | FRA                                  | GBR                                  | GBR                                  | DEU                                  | DEU                                  | HUN                                  | HUN                                  | TUR                                  | TUR                                  | ITA                                  | ITA                                  | BEL                                  | BEL                                  | VAL                                  | VAL                                  | 42     | 5       |
| 2007 | Racing Engineering | NU                                   | 10                                   | 8                                    | 2                                    | NU                                   | 7                                    | 1                                    | 13                                   | NU                                   | 8                                    | 1                                    | 8                                    | 1                                    | 12                                   | NU                                   | 6                                    | NU                                   | 4                                    | 15                                   | 8                                    | 2                                    | 42     | 5       |
| 2008 | Racing Engineering | ESP                                  | ESP                                  | TUR                                  | TUR                                  | MON                                  | MON                                  | FRA                                  | FRA                                  | GBR                                  | GBR                                  | DEU                                  | DEU                                  | HUN                                  | HUN                                  | VAL                                  | VAL                                  | BEL                                  | BEL                                  | ITA                                  | ITA                                  |                                      | 8      | 17      |
| 2008 | Racing Engineering | 14                                   | 6                                    | 7                                    | 15                                   | 14                                   | 13                                   | 14                                   | 10                                   | 13                                   | NU                                   | 10                                   | 5                                    | 13                                   | 6                                    | NU                                   | 5                                    | 17                                   | 8                                    | NU                                   | EX                                   |                                      | 8      | 17      |
| 2009 | Super Nova Racing  | ESP                                  | ESP                                  | MON                                  | MON                                  | TUR                                  | TUR                                  | GBR                                  | GBR                                  | DEU                                  | DEU                                  | HUN                                  | HUN                                  | VAL                                  | VAL                                  | BEL                                  | BEL                                  | ITA                                  | ITA                                  | POR                                  | POR                                  |                                      | 27     | 10      |
| 2009 | Super Nova Racing  | 10                                   | NU                                   | 10                                   | 8                                    | 7                                    | 2                                    | NU                                   | 15                                   | 5                                    | 6                                    | 3                                    | 5                                    | 18†                                  | 9                                    | 13                                   | 10                                   | 7                                    | 10                                   | 13                                   | 2                                    |                                      | 27     | 10      |

## Wyniki w Azjatyckiej Serii GP2
| Legenda oznaczeń w tabelach wyników Wyświetl szablon na nowej stronie | Legenda oznaczeń w tabelach wyników Wyświetl szablon na nowej stronie                                                                     |
| Oznaczenie                                                            | Wyjaśnienie |
| --------------------------------------------------------------------- | --- |
| Złoty                                                                 | Zwycięzca lub mistrzostwo |
| Srebrny                                                               | 2. miejsce lub wicemistrzostwo |
| Brązowy                                                               | 3. miejsce lub II wicemistrzostwo |
| Zielony                                                               | Ukończył, punktował (w klasyfikacji generalnej, gdy zdobył co najmniej jeden punkt na przestrzeni sezonu, poza trzema powyższymi opcjami) |
| Niebieski                                                             | Ukończył, nie punktował (w klasyfikacji generalnej, gdy nie zdobył co najmniej jednego punktu na przestrzeni sezonu)                      |
| Czerwony                                                              | Nie zakwalifikował się (NZ) |
| Czerwony                                                              | Nie prekwalifikował się (NPK) |
| Różowy                                                                | Nie ukończył (NU) |
| Różowy                                                                | Niesklasyfikowany (NS) (w klasyfikacji generalnej, gdy nie został sklasyfikowany w żadnym wyścigu sezonu)                                 |
| Czarny                                                                | Zdyskwalifikowany (DK) |
| Czarny                                                                | Wykluczony (WYK/EX) |
| Biały                                                                 | Nie wystartował (NW) |
| Biały                                                                 | Kontuzjowany (K/INJ) |
| Biały                                                                 | Wyścig odwołany (OD/C) |
| Bez koloru                                                            | Został wycofany (WYC/WD) |
| Bez koloru                                                            | Nie przybył (NP/DNA) |
| Bez koloru                                                            | Nie brał udziału w treningach (NT/DNP) |
| Bez koloru                                                            | Nie został zgłoszony (–) |
| Pogrubienie                                                           | Start z pole position |
| Kursywa                                                               | Najszybsze okrążenie wyścigu |
| †                                                                     | Nie ukończył, ale jego rezultat został zaliczony ze względu na przejechanie więcej niż 90% dystansu wyścigu.                              |
| *                                                                     | Sezon w trakcie |
| 1/2/3                                                                 | Punktowana pozycja w sprincie kwalifikacyjnym                                                                                             |
| Lista systemów punktacji Formuły 1                                    | |

| Rok       | Zespół              | Wyniki w poszczególnych eliminacjach | Wyniki w poszczególnych eliminacjach | Wyniki w poszczególnych eliminacjach | Wyniki w poszczególnych eliminacjach | Wyniki w poszczególnych eliminacjach | Wyniki w poszczególnych eliminacjach | Wyniki w poszczególnych eliminacjach | Wyniki w poszczególnych eliminacjach | Wyniki w poszczególnych eliminacjach | Wyniki w poszczególnych eliminacjach | Wyniki w poszczególnych eliminacjach | Punkty | Pozycja |
| --------- | ------------------- | ------------------------------------ | ------------------------------------ | ------------------------------------ | ------------------------------------ | ------------------------------------ | ------------------------------------ | ------------------------------------ | ------------------------------------ | ------------------------------------ | ------------------------------------ | ------------------------------------ | ------ | ------- |
| 2008/2009 | Super Nova Racing   | CHN                                  | CHN                                  | ARE                                  | BHR                                  | BHR                                  | QAT                                  | QAT                                  | MAL                                  | MAL                                  | BHR                                  | BHR                                  | 12     | 10      |
| 2008/2009 | Super Nova Racing   | 4                                    | 3                                    | 9                                    | 9                                    | 5                                    | 13                                   | 10                                   | 19                                   | 18                                   | 15                                   | 12                                   | 12     | 10      |
| 2009/2010 | Arden International | ARE                                  | ARE                                  | ARE                                  | ARE                                  | BHR                                  | BHR                                  | BHR                                  | BHR                                  |                                      |                                      |                                      | 19     | 4       |
| 2009/2010 | Arden International | –                                    | –                                    | 4                                    | 11                                   | 3                                    | 3                                    | 7                                    | 6                                    |                                      |                                      |                                      | 19     | 4       |